# Projecte Home Catalunya
Projecte Home Catalunya és una ONG catalana creada el 1995 per al tractament, la prevenció i la sensibilització de les addiccions. La seva missió és promoure la dignitat i l'autonomia de les persones i en aquest temps ha atès a més de 22.000 persones amb problemes de drogues. Disposa de centres de tractament a Barcelona, Montgat, Montcada i Reixac, Tarragona, Tortosa i Tremp. Entre els seus patrons fundadors destaquen Baltasar Garzón, Luis del Olmo, les Filles de la Caritat de Sant Vicenç de Paúl, Henddrick Johannes Cruyff, Tomeu Català i Albert Sabatés.
Projecte Home Catalunya és membre de la Asociación Proyecto Hombre, d'àmbit estatal.